# Інертний пил
Іне́ртний пил (рос. инертная пыль, англ. inert dust, inactive dust; нім. Gesteinsstaub m) — тонко розмелений негорючий мінеральний матеріал (вапняк, гіпс, глина та ін.), що використовується у шахтах як засіб захисту від вибуху вугільного пилу.
Знижує температуру середовища при горінні та вибуху вугільного пилу та метану. Інертний пил наносять на поверхню гірничих виробок (осланцювання), локалізацію вибухів здійснюють за допомогою сланцевих заслонів.
Основний чинник, що визначає ефективність інертного пилу при гасінні вибухів — здатність легко розсіюватися з утворенням щільної пилової хмари. У шахті інертний пил зберігається в спеціальних закритих ящиках, оббитих водоізоляційними матеріалами, із запасом не менше 1 т.